# 292P/Li
292P/Li est une comète périodique du système solaire, découverte le 23 septembre 1998 par Weidong Li.